# Betty Washington Lewis

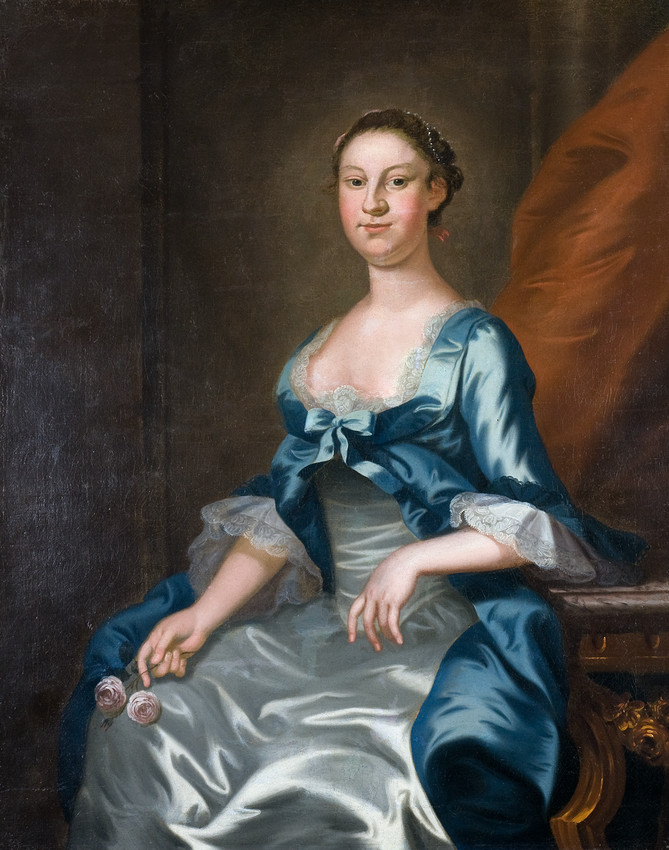
Betty Washington Lewis

Betty Washington Lewis (geboren als Elizabeth Washington; * 20. Juni 1733 in Westmoreland County, Colony of Virginia ; † 31. März 1797 in Culpeper, Virginia) war die einzige Schwester von George Washington, die die Kindheit überlebte. Sie war die älteste Tochter von Augustine Washington und seiner zweiten Ehefrau Mary Ball Washington. Sie gilt als eine der „Gründungsmütter“ Amerikas.
Sie wurde am 7. Mai 1750 die zweite Ehefrau von Fielding Lewis, einem entfernten Cousin. Ihr Mann erwarb außerhalb von Fredericksburg (Virginia) Land und sie erbauten dort die Plantage Kenmore. Während des Unabhängigkeitskrieges diente ihr Mann in der Armee und leitete eine Waffenfabrik. Sie hatten zusammen elf Kinder, von denen aber nur fünf Söhne und eine Tochter das Erwachsenenalter erreichten:
- Fielding Lewis (1751–1803)
- Augustine Lewis (1752–1756)
- Warner Lewis (1755–1756)
- George Washington Lewis (1757–1821)
- Mary Lewis (1759–1759)
- Charles Lewis (1760–?)
- Samuel Lewis (1762–1764)
- Betty Lewis (1765–1830)
- Lawrence Lewis (1767–1839)
- Robert Lewis (1769–1829)
- Howell Lewis (1771–1822)

Betty Washington Lewis starb 1797 während eines Aufenthalts bei ihrer Tochter Betty Lewis Carter in Culpeper County.
Ihr Sohn Lawrence Lewis heiratete die Enkelin von Martha Washington, Eleanor Parke Custis. In der Nähe der Ferry Farm wurden zwei Straßen nach Betty Washington Lewis und ihrem Mann benannt: Fielding Circle und Betty Lewis Drive.